# Aviastar-TU
Aviastar-TU (russisch Авиастар-ТУ) ist eine russische Frachtfluggesellschaft mit Sitz in Moskau, die 2004 gegründet wurde.
Im April 2022 wurde die Gesellschaft auf die als „Schwarze Liste“ bezeichnete EU-Flugsicherheitsliste gesetzt und ihr damit der Betrieb in der EU untersagt. Grund dafür war, dass die russische Föderale Agentur für Lufttransport russischen Gesellschaften erlaubt hatte, ausländische Luftfahrzeuge ohne gültiges Lufttüchtigkeitszeugnis zu betreiben.

## Flotte
Die Flotte der Aviastar-TU besteht mit Stand Dezember 2023 aus acht Frachtflugzeugen mit einem Durchschnittsalter von 24,5 Jahren:
| Flugzeugtyp     | Anzahl | bestellt | Anmerkungen | Durchschnittsalter (Dezember 2023) |
| --------------- | ------ | -------- | ----------- | ---------------------------------- |
| Boeing 757-200F | 5      |          |             | 29,4 Jahre                         |
| Tupolew-Tu-204C | 3      |          |             | 16,3 Jahre                         |
| Gesamt          | 8      | -        |             | 24,5 Jahre                         |

In der Vergangenheit wurde bereits eine Antonow An-124-100 betrieben.

## Zwischenfälle
- Am 22. März 2010 verunglückte eine Tupolew-Tu-204-100 (RA-64011) der Aviastar-TU vom Flughafen Hurghada im Anflug an den Flughafen Moskau-Domodedowo. Alle acht Besatzungsmitglieder wurden ins Krankenhaus eingeliefert, zwei davon schwer verletzt. Daraufhin verlor die Aviastar-TU die Lizenz für Passagierflüge.[6]

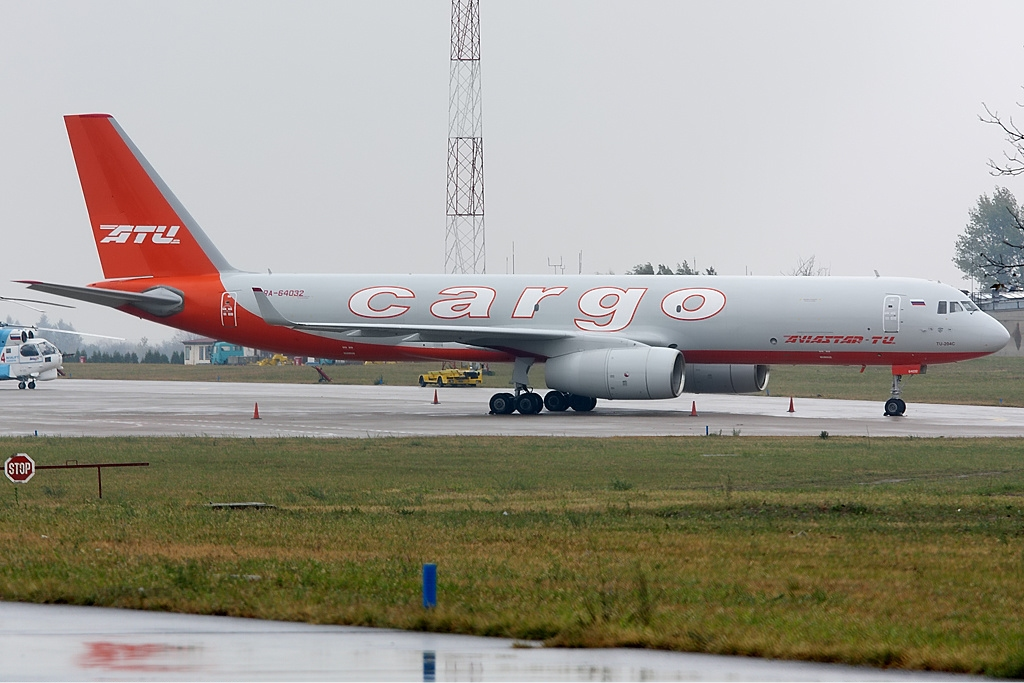
Die vom Brand betroffene Tupolev Tu-204-100C im Jahr 2009

- Am 8. Januar 2022 fing eine für Cainiao betriebene Tupolew-Tu-204-100C (Luftfahrzeugkennzeichen RA-64032) der Aviastar-TU während des Pushbacks auf dem Hangzhou Xiaoshan International Airport Feuer. Der Brand konnte zwar gelöscht werden, allerdings zerbrach der Rumpf in mehrere Teile, sodass das Flugzeug abgeschrieben werden musste.[5] Alle acht an Bord befindlichen Personen konnten sich unverletzt retten.[7][8]